# Горња Купчина
Горња Купчина је насељено место у саставу града Јастребарског у Загребачкој жупанији, Хрватска. До територијалне реорганизације у Хрватској налазила се у саставу бивше велике општине Јастребарско.

## Становништво
На попису становништва 2011. године, Горња Купчина је имала 148 становника.

## Попис1991.
На попису становништва 1991. године, насељено место Горња Купчина је имало 247 становника, следећег националног састава:
| Попис 1991.‍ | Попис 1991.‍ | Попис 1991.‍ | Попис 1991.‍ | Попис 1991.‍ |
| ----------- | ----------- | ----------- | ----------- | ----------- |
|             |             |             |             |             |
| Хрвати      | Хрвати      |             | 245         | 99,19%      |
| остали      | остали      |             | 2           | 0,80%       |
| укупно: 247 |             |             |             |             |